# Mordella sinuata
Mordella sinuata is een keversoort uit de familie spartelkevers (Mordellidae). De wetenschappelijke naam van de soort is voor het eerst geldig gepubliceerd in 1897 door Fairmaire.